# The Best of Shogo Hamada vol.3 The Last Weekend
『The Best of Shogo Hamada vol.3 The Last Weekend』（ザ・ベスト・オブ・ショウゴ・ハマダ・ヴォリューム・スリー・ザ・ラスト・ウィークエンド）は、2010年10月6日に、映像作品『僕と彼女と週末に』と同時発売された浜田省吾4枚目のベスト・アルバム。

## 概要
2000年発売ヒストリー・アルバム『The History of Shogo Hamada "Since1975"』、2006年2作品が同日発売された、『The Best of Shogo Hamada vol.1』『vol.2』に続くベスト・アルバムシリーズ完結編。
初回盤は3面紙ジャケット仕様となっており、日本語・英語・中国語・韓国語・スペイン語対訳の歌詞ブックレットが付属。
公式ホームページやレコード会社のホームページで『ほぼ全曲リメイクバージョン』と宣伝されていたが、これはレコード会社スタッフのプロモーションミスであり、実際はリミックスである。アルバム収録に際して、全曲にリマスタリング、ほとんどの楽曲にリミックス、リメイク（1曲）などが施されているが、「東京」だけは当時のオリジナル音源（リマスタリングのみ）のままである。サウンド・プロデュースは『vol.1 & 2』に続いて星勝が担当している。
ミキシングはアメリカで行われ『vol.1 & 2』に引き続き、ローリング・ストーンズやU2、レディー・ガガなどを手掛けるジャック・ジョセフ・プイグが担当している。

## 収録曲
| 全作詞・作曲: 浜田省吾。 |                                                       |           |            |                                                           |       |
| #                        | タイトル                                              | 作詞      | 作曲・編曲 | 収録作品                                                  | 時間  |
| 1.                       | 「僕と彼女と週末に」(リメイク)                        | 浜田省吾  | 浜田省吾   | アルバム『PROMISED LAND 〜約束の地』                      | 11:22 |
| 2.                       | 「裸の王達」(リミックス)                              | 浜田省吾  | 浜田省吾   | アルバム『その永遠の一秒に 〜The Moment Of The Moment〜』 | 4:33  |
| 3.                       | 「詩人の鐘」(リミックス)                              | 浜田省吾  | 浜田省吾   | シングル「詩人の鐘/日はまた昇る」                         | 4:34  |
| 4.                       | 「THEME OF FATHER'S SON - 遥かなる我家」(リミックス)  | 浜田省吾  | 浜田省吾   | アルバム『FATHER'S SON』                                  | 5:15  |
| 5.                       | 「RISING SUN - 風の勲章」(リミックス)                 | 浜田省吾  | 浜田省吾   | アルバム『FATHER'S SON』                                  | 4:39  |
| 6.                       | 「BLOOD LINE - フェンスの向こうの星条旗」(リミックス) | 浜田省吾  | 浜田省吾   | アルバム『FATHER'S SON』                                  | 5:27  |
| 7.                       | 「我が心のマリア (Instrumental)」(リミックス)         | 浜田省吾  | 浜田省吾   | 映像作品『ROAD OUT "MOVIE"』                              | 3:54  |
| 8.                       | 「MY HOMETOWN」(リミックス)                           | 浜田省吾  | 浜田省吾   | アルバム『PROMISED LAND 〜約束の地』                      | 5:08  |
| 9.                       | 「東京」                                              | 浜田省吾  | 浜田省吾   | アルバム『Home Bound』                                    | 4:44  |
| 10.                      | 「午前4時の物語」(リミックス)                         | 浜田省吾  | 浜田省吾   | アルバム『SAVE OUR SHIP』                                 | 2:58  |
| 11.                      | 「とらわれの貧しい心で」(リミックス)                  | 浜田省吾  | 浜田省吾   | アルバム『生まれたところを遠く離れて』                    | 4:33  |
| 12.                      | 「A NEW STYLE WAR」(リミックス)                       | 浜田省吾  | 浜田省吾   | アルバム『J.BOY』                                         | 4:36  |
| 13.                      | 「愛の世代の前に」(リミックス)                        | 浜田省吾  | 浜田省吾   | アルバム『愛の世代の前に』                                | 3:54  |
| 14.                      | 「桜 (Instrumental)」(リミックス)                     | 浜田省吾  | 浜田省吾   | 映像作品『ON THE ROAD "FILMS"』                           | 6:41  |
| 合計時間:                | 合計時間:                                             | 合計時間: | 72:18      |                                                           |       |